# Lauroppia beskidyensis
Lauroppia beskidyensis är en kvalsterart som först beskrevs av Niemi och Skubala 1993.  Lauroppia beskidyensis ingår i släktet Lauroppia och familjen Oppiidae. Inga underarter finns listade i Catalogue of Life.